# Maahinen
En la mitología finlandesa, Maahinen es el nombre que reciben unos duendes que, según la tradición, vivían en los troncos de los árboles, en los peñascos y en los umbrales de las puertas. Había de dos tipos, los Tuuli-maahinen (o Maahinen de los Vientos) y los Maa-maahinen (o Maahinen de la Tierra).
A estos duendes se les debía ofrecer pan, leche y sal para recibir sus beneficios. Los maahinen viven bajo las casas o debajo de los establos y les gusta la limpieza, el orden, y el calor del hogar; pero les desagrada que se filtre agua en su vivienda de acogida. Si los habitantes abandonan la casa, los maahinen hacen lo propio y buscan una nueva.